# Voz en Punto
Voz en Punto es un grupo con una propuesta musical a capela, procedentes de México.

## Historia
Voz en Punto fue fundado en 1990 por su director y arreglista José Galván. Siendo sus integrantes aún estudiantes, se convirtieron en el primer grupo mexicano que figuró entre los triunfadores de las más importantes competencias corales del mundo. Voz en Punto ha conquistado al público de países como: México, Estados Unidos, Austria, Alemania, España, Suiza, Rusia, Rumania, Grecia, Egipto, Francia, china, Corea y Japón, entre otros. En el 2014 fue nombrado Embajador de la Federación Coral Internacional. Se ha presentado con Bobby McFerrin, King's Singers, la Sinfónica de Dresde, la Orquesta Sinfónica Nacional, la Mercury Baroque Orchestra y la Marimba Nandayapa. Grabó un CD con el Mariachi Vargas de Tecalitlán. En 2009 recibió la Medalla Mozart de manos del Embajador de Austria en México.
En 2010, el ensamble vocal celebró su 20 aniversario y lo festejaron con un emotivo concierto en la Sala Nezahualcóyotl del Centro Cultural Universitario, en México DF. Donde recibieron la medalla Fra Angélico, de manos del padre José de Jesús Aguilar (La Conferencia del Episcopado Mexicano). En dicha celebración, Voz en Punto estuvo acompañado por personalidades como: el maestro Armando Manzanero, los Hermanos Castro, los Hermanos Zavala y la Marimba Nandayapa.
El ensamble mexicano fue nominado a los Contemporary Acappella Recording Awards (por su álbum  “Voz en Punto canta Cri Cri”) y a los A Cappella Community Awards 2010.

## Miembros
- Sonia Solórzano, soprano dramático
- Vanessa Millán, soprano
- Mariana Cailly, soprano
- Sergio Quiroz, tenor
- Luis E. Martínez, tenor
- José Galván, director y barítono

## Discografía

### Álbumes
- 1997: Voz en Punto.
- 2001: México a Capella.
- 2003: México en Navidad.
- 2004: Del Tingo al Tango.
- 2007: Copitas de Mezcal.
- 2009: Voz en Punto Canta Cri Cri.
- 2011: ' Boletos agotados: Voz en Punto en vivo'